# فيرغاس
بلدية فيرغاس (بالإسبانية: Firgas) هي بلدية تقع في مقاطعة لاس بالماس التابعة لمنطقة جزر الكناري جنوب غرب إسبانيا.

## الديموغرافيا
بلغ عدد سكان بلدية فيرغاس 7.640 نسمة عام 2011 (وفقاً للمعهد الوطني للإحصاء الإسباني).
| 6.526 | 6.747 | 6.927 | 7.179 | 7.369 | 7.524 | 7.640 |